# Caresse Crosby
Pour les articles homonymes, voir Crosby.
Caresse Crosby, née Mary Phelps Jacob le 20 avril 1892 à New York et morte le 26 janvier 1970 à Rome en Italie, est une éditrice, sculptrice, poètesse et femme de lettres américaine, notamment célèbre pour avoir participé à l'invention du soutien-gorge en 1913, en créant un modèle plus confortable, sans armatures, que celui proposé par Herminie Cadolle. Elle a vendu son idée à l'entreprise de lingerie Warner Company,,.

## Biographie
Élève de Paul Landowski et d'Antoine Bourdelle, elle expose au Salon de Printemps en 1927 et au Salon d'automne l'année suivante ainsi que dans diverses galeries telle la Galerie Jacques Seligmann. Elle présente essentiellement des portraits comme Buste de Harry Crosby, Buste d'Angeles Ortiz, Alaistair, Frantz de Geetere ou D. H. Lawrence. On lui doit aussi des statuettes en bronze et des illustrations qu'elle a exposées au Salon d'automne en 1928
Elle fonde avec son époux Harry Crosby une maison d'édition anglophone à Paris, les Éditions Narcisse (1927), renommée en 1928 Black Sun Press, qui publie notamment des œuvres de James Joyce, Kay Boyle, Hart Crane, D. H. Lawrence, Ezra Pound, Archibald MacLeish, Ernest Hemingway, Laurence Sterne et Eugène Jolas.

## Vie privée
De 1927 à 1929, elle a une relation avec le comte Armand de La Rochefoucauld, propriétaire du château d'Ermenonville, fils du duc de Doudeauville, président du Jockey Club, puis de 1929 à 1931, avec le photographe français Henri Cartier-Bresson.

## Œuvres
- Crosses of Gold Black Sun Press, Paris, 1925
- Painted Shores Black Sun Press, Paris, 1927
- The Stranger Black Sun Press, 1927
- Impossible Melodies Black Sun Press, 1928
- Poems for Harry Crosby Black Sun Press, 1930
- (en-US) The Passionate Years, New York (réimpr. 1979, Ecco Press) (1re éd. Dial Press, 1953) (ISBN 9780912946665, lire en ligne)